# Iglesia de la Intercesión en Fili
La Iglesia de la Intercesión en Filí (del ruso: Це́рковь Покрова́ в Филя́х) es una iglesia en estilo Barroco Naryshkin encargada por el boyardo Lev Naryshkin en una finca suya de Filí, cercana a Moscú; la zona fue incorporada a la ciudad de Moscú en 1935. Se encuentra en el número 6 de la calle Novozavódskaya (cerca de la calle Bolshaya Filyóvskaya).

## Historia
La actual construcción reemplazó en 1619 una iglesia de madera mandada construir por Miguel I de Rusia, consagrada con el nombre de la Intercesión de la Virgen para conmemorar la victoria sobre las tropas polacas en 1618. En 1689, el lugar de Filí fue adquirido por Lev Naryshkin, hermano de Natalia Narýshkina y tío de Pedro el Grande. Los dos hermanos Naryshkin fueron asesinados durante la Revuelta de Moscú en 1682; se cree que Natalia salvó a Lev del mismo destino y Lev Naryshkin juró dedicar la iglesia a sus hermanos fallecidos.
La iglesia se construyó entre 1689 y 1694 con una planta de cruz griega, con pequeños anexos redondos. El actualidad contiene dos iglesias: en invierno la Iglesia de la Intercesión en la planta baja y en verano sobre la anterior la Iglesia del Salvador. Todos los archivos relativos a su construcción se perdieron en un incendio en 1712, de tal modo que el año exacto de su finalización es desconocido, así como los nombres de los arquitectos y los contratistas (exceptuando a los pintores de los iconos que fueron Karp Zolotaryov y Kirill Ulánov). Tanto Natalia como Pedro fueron frecuentemente allí e hicieron donaciones a la iglesia, en el siglo XVIII le fue instalado un reloj traído desde Narva. 
La iglesia fue dañada por las tropas francesas en 1812, pero también sufrió daños a manos de los Bolcheviques y en la Segunda Guerra Mundial. By 1945, había perdido todas sus cúpulas, cruces y la parte superior de su estructura octogonal, el interior había sido saqueado hacía poco tiempo, en 1922. Se restauró el exterior entre 1955 y 1971 y los interiores entre 1971 y 1980 y se pintó en rojo pálido, sin embargo el color original de la construcción sigue siendo debatido. La capa más profunda de pintura descubierta durante la restauración fue un azul pálido, pero en capas posteriores se descubrieron también los colores amarillo y rojo.

## Galería

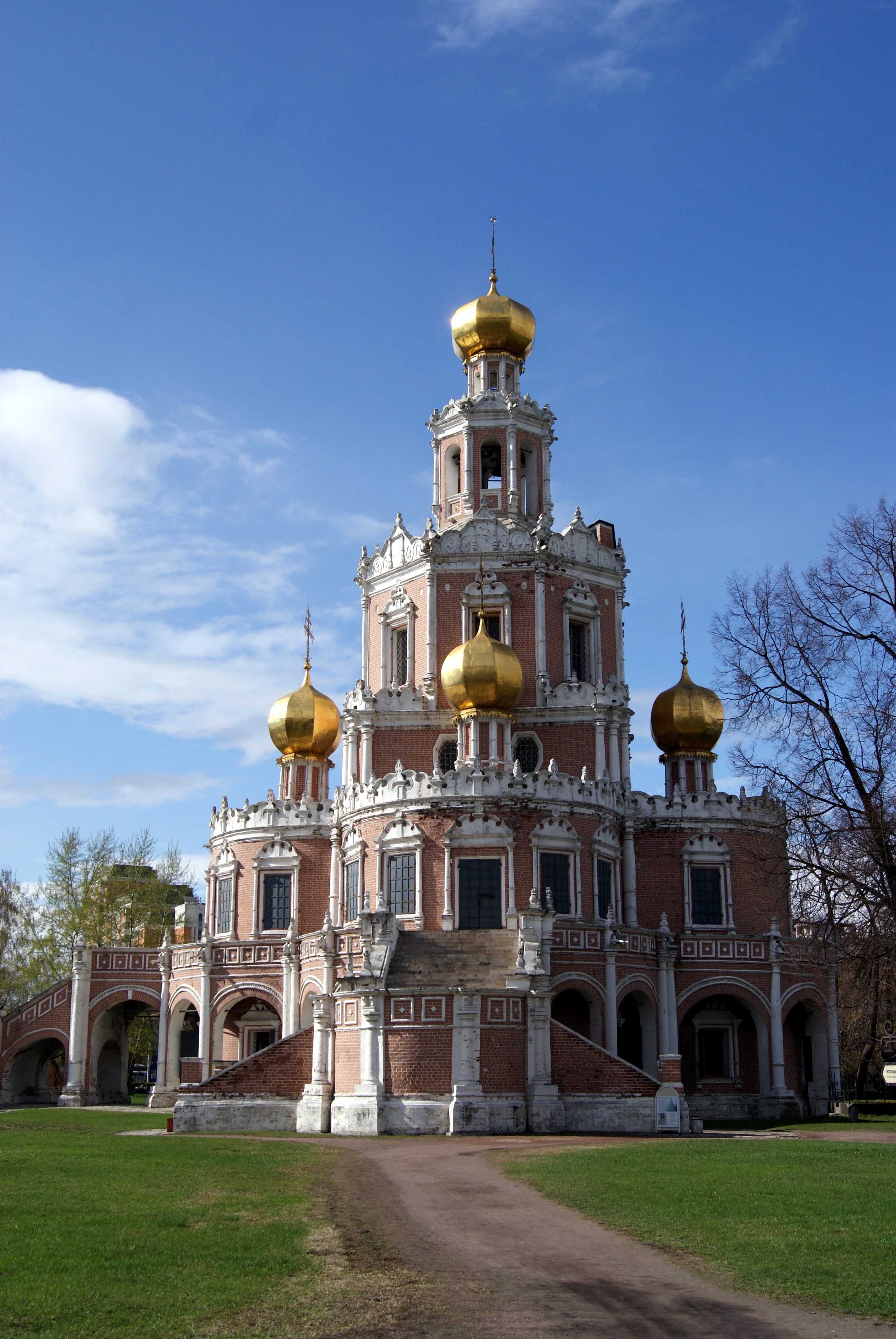
Iglesia de la Intercesión
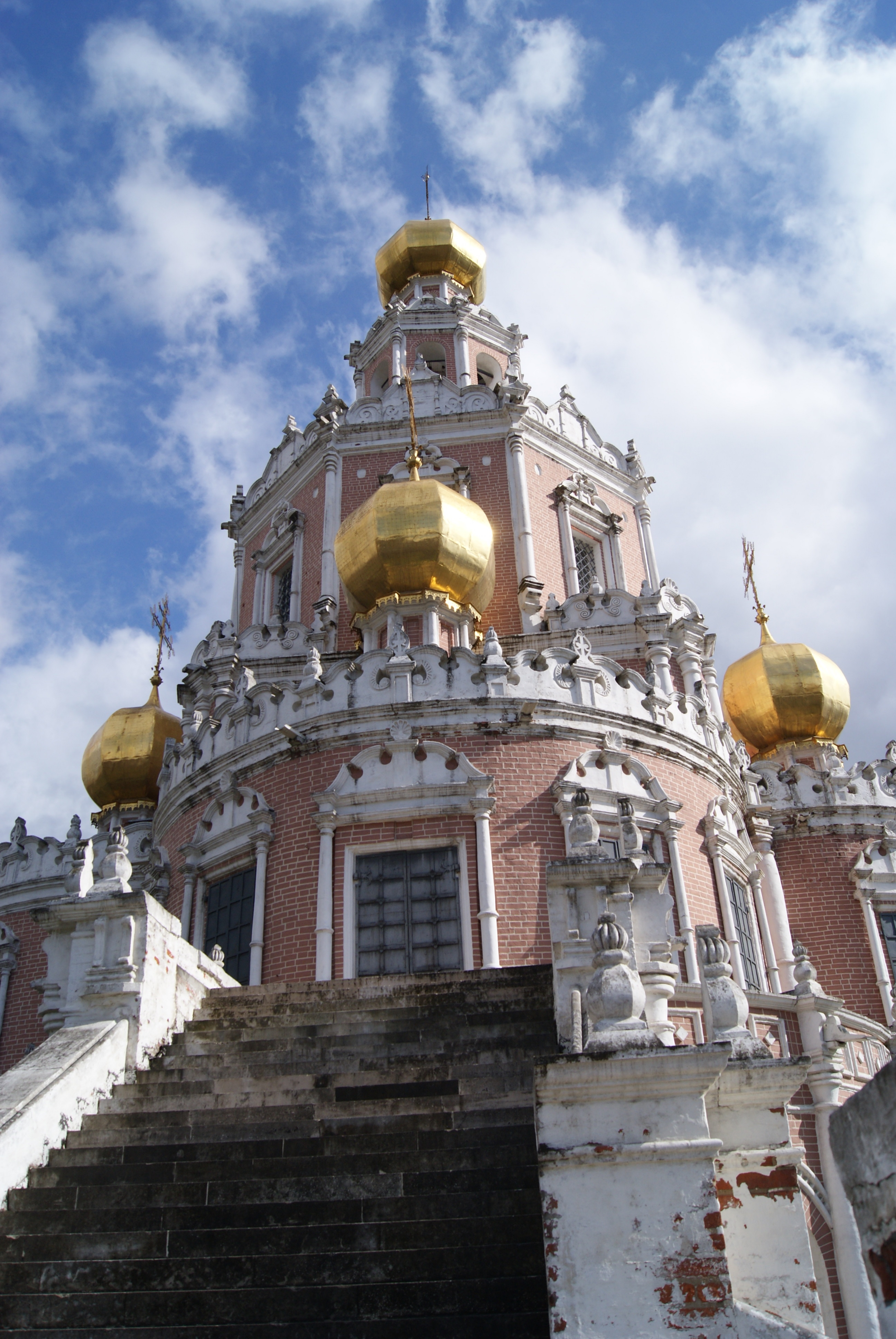
Iglesia de la Intercesión
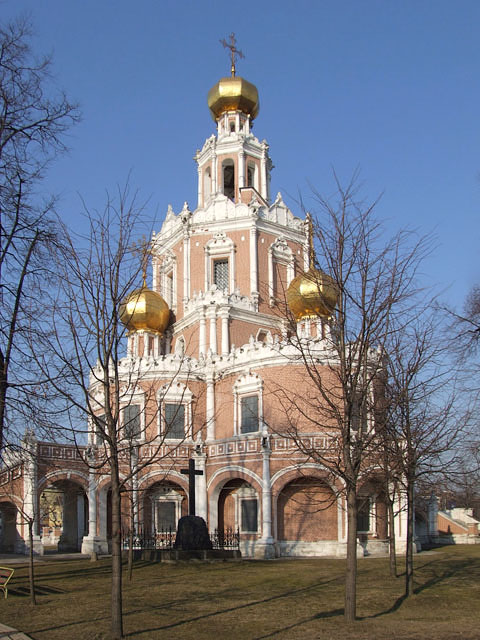
Iglesia de la Intercesión de Filí